# Dinah Jams
Dinah Jams — концертный альбом американской певицы Дины Вашингтон, записанный в Лос-Анджелесе в 1954 году и выпущенный в 1955 году на лейбле EmArcy Records. Помимо барабанщика Макса Роуча, трубача Клиффорда Брауна и других участников тогдашней группы Brown and Roach — тенор-саксофониста Гарольда Лэнда, пианиста Ричи Пауэлла и басиста Джорджа Морроу — в записи также приняли участие трубачи Мейнард Фергюсон и Кларк Терри, альт-саксофонист Херб Геллер и пианист Джуниор Манс.

## Отзывы критиков
| Оценки критиков                            | Оценки критиков |
| Источник                                   | Оценка          |
| ------------------------------------------ | --------------- |
| AllMusic                                   | [ 1 ]           |
| The Encyclopedia of Popular Music          | ·               |
| The Penguin Guide to Jazz                  | [ 4 ]           |
| The Rolling Stone Jazz & Blues Album Guide | [ 5 ]           |

В журнале Billboard назвали Вашингтон одной из величайших талантов ритм-н-блюза и отметили, что инструментальные соло превосходны, и весь сет хорошо записан в плавно развивающейся коллекции горячего и прохладного джаза. Рецензент Cash Box написал: «Вы просто не сможете превзойти Дину Вашингтон. Она определённо одна из лучших певиц джаза и королева блюза. Когда Дина поёт, она поёт всем телом. И вы можете почувствовать это на этом альбоме. При умелой поддержке выдающихся джазовых личностей, Дина исполняет восемь величайших из всех стандартов в своём неподражаемом исполнении. Слышно, как зрители аплодируют. Настоящий кайф».
Стивен Кук из AllMusic отметил, что в то время как Вашингтон находится в отличной форме, без усилий используя свой мощный, основанный на блюзе голос как в балладах, так и в свингах, звёздный состав музыкантов практически крадёт шоу, но, отмечает Кук, Вашингтон мастерски использует свой гибкий голос, чтобы оставаться центром притяжения, даже соответствуя безумным сольным взрывам на высоких нотах. Но новичкам, однако, по его мнению, следует начинать с более доступных и ориентированных на вокал Вашингтон альбомов. Музыкальный критик Уилл Фридуолд заявил, что это один из двух самых важных альбомов певицы для EmArcy, а также добавил, что даже когда она играет с ансамблем, состоящими из одних из лучших джазменов, становится ясно, что самый зажигательный и самый выдающийся музыкант из них всех — Вашингтон.

## Список композиций
1. «Lover, Come Back to Me» (Оскар Хаммерстайн II, Зигмунд Ромберг) — 9:46
2. «Alone Together» (Артур Шварц) — 2:23
3. «Summertime» (Джордж Гершвин) — 2:27
4. «Come Rain or Come Shine» (Гарольд Арлен, Джонни Мерсер) — 2:22
5. «No More» (Тутти Камарата, Боб Расселл) — 3:17
6. «I’ve Got You Under My Skin» (Коул Портер) — 5:18
7. «There Is No Greater Love» (Ишем Джонс, Марти Саймс) — 2:17
8. «You Go to My Head» (Джон Фредерик Кутс, Хейвен Гиллеспи) — 11:07

Бонус-треки переиздания
1. «Darn That Dream» (Джимми Ван Хьюзен, Эдди Деланж) — 5:14
2. «Crazy He Calls Me» (Карл Сигман, Боб Расселл) — 4:47
3. «I’ll Remember April» (Джин Де Пол, Патрисия Джонстон, Дон Рэй) — 11:47

## Участники записи
- Альт-саксофон — Херб Геллер
- Бас-гитара — Джордж Морроу, Китер Беттс
- Вокал — Дина Вашингтон
- Тенор-саксофон — Гарольд Лэнд
- Труба — Кларк Терри, Клиффорд Браун, Мейнард Фергюсон
- Ударные — Макс Роуч
- Фортепиано — Джуниор Манс, Ричи Пауэлл